# الحرب السورية الأولى
 
الحرب السورية الأولى (باليونانية: Α΄ Συριακός πόλεμος)‏ (بالإنجليزية: First Syrian War)‏ هي واحدة من سلسلة من الصراعات بين البطالمة والإمبراطورية السلوقية. حيث نشب آنذاك توتر بين الإمبراطوريتين حول وضع جنوب سوريا منذ معركة إبسوس (301 ق.م). وفي المعاهدة (303 قبل ق.م) التي أنشأت التحالف المنتصر في إبسوس، وُعِد فيها بطليموس الأول بأن تكون سوريا تحت سيطرته لكنه لم يرسل أية قوات إلى إيبسوس، وحينما تم توزيع السيطرة على الأراضي فور انتهاء المعركة كانت سوريا من نصيب سلوقس الأول.
وكان رد فعل البطالمة عام (301 ق.م) أن قاموا باحتلال معظم أراضي سوريا جنوبي دمشق، فضلا عن الكثير من أراضي فينيقيا. وفي وقت لاحق طالب البطالمة بسوريا حتى دمشق. كانت هذه سياسة البطالمة التقليدية والتي تهدف إلى توفير الأمن لمعقلهم المصري. وفي ذات الوقت، سيطر السلوقيون على باقي أجزاء الجنوب السوري، لأسباب مماثلة - حيث كان معقل إمبراطوريتهم يقع في شمالي سوريا وشرق آسيا الصغرى.

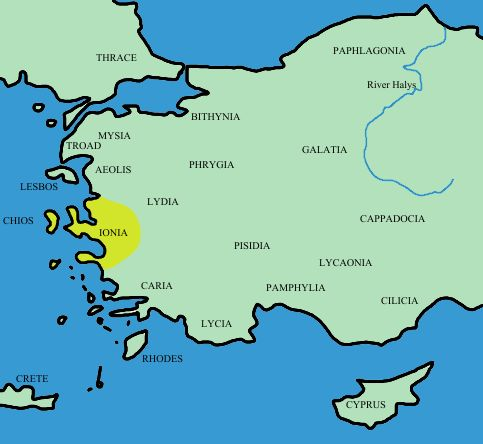
جزء من شبه جزيرة الأناضول، والتي توضح وضع إيونية القديمة.

ومن الواجب ذكره تجنب بطليموس الأول وسلوقس الأول الحرب بين إمبراطوريتهما طيلة فترة حياتهما، ولكن وتقريبا في عام (283 ق.م) توفي بطليموس الأول لأسباب طبيعية (الوحيد من خلفاء الإسكندر الأكبر الذي يتوفى لأسباب طبيعية)، وتم قتل سلوقس الأول في الفترة نفسها تقريبا عام (280 ق.م) إثر معركة كوروبيديوم. كما يبدو أن النزاع الأول بين الإمبراطوريتين أتى عقب (الحرب الدمشقية، 280-279 ق.م) على الفور، وفي أغلب الظن دار في إيونية، في محيط مدينة ميليتوس.
واجه وريث سلوقس الأول ابنه أنطيوخوس الأول ثاني ملوك الدولة السلوقية العديد من الأعداء خلال تلك الفترة. وكان أيضا في حالة حرب مع أنتيغونوس الأول، وواجه تمرداً في التترابولس السوري، موطن عائلته، وفي عام (279 ق.م) قام الغال بغزو مقدونيا، قبل أن ينتقلوا إلى اليونان ثم في وقت لاحق إلى آسيا الصغرى، التي وصلوا إليها بحلول عام (277 ق.م). ولمواجهة التهديد الغالي أبرم كل من أنطيوخوس وأنتيغونوس معاهدة سلام (حوالي عام 279 ق.م)، واتفقو على توزيع مناطق النفوذ على النحو التالي: مقدونيا واليونان تحت سيطرة أنتيغونوس، تراقيا وجميع المناطق الشرقية تحت سيطرة أنطيوخوس.
شكّل هذا التحالف تهديداً للبطالمة وطموحاتهم. امتلك بطليموس الثاني أسطولا قويا، وكان يطمح إلى إنشاء إمبراطورية بحرية في بحر إيجة، حيث كان له حلفاء في مدينة ميلتوس.

## قضية الجوف السوري
كان سبب الحرب قضية احتلال ما يعرف بالجوف السوري، وقتئذ قام بطليموس الأول بعد معركة إبسوس وتفكك دولة أنتيغونوس الأول باحتلال هذه المنطقة. ولم يبد الحكام السلوقيون رغبة في قبول هذا الموقف.

## بداية الحرب
اندلعت الحرب السورية الأولى عام (276 ق.م). حنئذ كان أنطيوخوس الأول قد انتهى من إخماد الثورة التي اندلعت في التترابولس السوري، وبعدها قام بالتحرك غرباً لمواجهة التهديد الغالي. وأمضى فصل الشتاء من (عام 277-6 ق.م) في ساردس، في ليديا، استعدادا لحملته ضد الغال. ولكنه سرعان ما تخلى عن هذه الخطة، عندما شن بطليموس الثاني في ربيع (عام 276ق.م) غزواً إلى وسط سوريا، واستولى على دمشق ووادي مارسياس الواقع خلف جبال لبنان، وعندئذ ترك أنطيوخوس الأول ابنه سلوقس ليحمي آسيا الصغرى وعبر جبال طوروس ثانية وهزم الغزاة وردهم على أعقابهم واستعاد «دمشق» وقد شغلته سوريا طيلة عام (278 ق.م) وأمضى الشتاء في ربوعها.
ومن المحتمل أنه في خريف عام (276 ق.م) كانت قواته البرية في آسيا الصغرى وكذلك أسطوله قد طوقا مدينة ميليتوس، وكان البحر أمامه مفتوحًا؛ إذ كان في إمكانه أن يرسل أخته فيلا إلى بيلا عاصمة مقدونيا، وكان أسطول البطالمة القوي وقتئذ يساعد حملة بطليموس الثاني في سوريا، ومن المحتمل أنه في عام 275ق.م قام أمير البحر كاليكراتيس من أهالي ساموس برفع الحصار البحري الذي كان مضروبًا على ميليتوس، إلا أن الحصار البري استمرعلى الأرض ولربما كان قد نجح أيضا. وعلى أية حال لا نعلم مصير الحرب فيها بعد ذلك.
حوالي (عام 275 ق.م) كانت قد وصلت إليه تعزيزات جنوده من بابل، وكان قد سبق ذلك بمدة شهر إرسال تعزيزات من عشرين فيلًا من فِيَلة القتال، وعندما عبر جبال طوروس ساق هذه الفِيَلة معه، آخذا في الحسبان أن الفِيَلة كانت فتاكة بالرجال الذين لم يكونوا قد رأوهم من قبل، وقد تحقق له ما حسبه، فقد كسب بها المعركة التي هَزم فيها الغاليين وهي الواقعة المعروفة بنصر الفِيَلة، وبانتهاء عام 275ق.م يبدو أنه قد أظهر نشاطًا مدهشًا، وأنه وصل إلى بر السلامة، وقام بإعادة مملكته إلى ما كانت عليه من فَخَار حتى بعد هزيمته على يد بطليموس الثاني، ومن أجل ذلك منحوه لقب «المخلص» بسبب الهزيمة التي تكبدها «الغاليون».
ومما سبق نفهم أن أنطيوخوس الأول كان قد كسب الجولة الأولى في الحرب، ولكن سنرى أنه في الوقت الذي أخفق فيه بطليموس الثاني والغاليون كانت قد ظهرت على مسرح التاريخ امرأة نالت نصرًا مبينًا عزيزًا على أعداء البطالمة، وهذه المرأة هي أرسينوي الثانية أخت بطليموس الثاني وأرملة كل من ليسيماخوس ومن بعده بطليموس كيراونوس على التوالي، وفي وقت ما بين عامي (277 و 275 ق.م) تزوجت أرسينوي الثانية من أخيها بطليموس الثاني، على الرغم من أن زواج الأخ من أخته كان يعتبر حدثًا مستنكرًا في بادئ الأمر بالنسبة للتقاليد الإغريقية، ولكنه كان يعتبر من جهة المصريين تقليدًا لازمًا ليحفظ الدم الإلهي خالصًا. وفي الوقت نفسه تبنى بطليموس الثاني ابن أرسينوي الثانية الذي أنجبته من ليسيماخوس وكان يدعى واسمه بطليمو وقد تبنت هي بدورها بِكر أولاده من أرسينوي الأولى وهو الذي أصبح فيما بعد بطليموس الثالث. وسرعان ما ثبت أن هذا الزواج المثير للجدل حقق نجاحاً كبيراً. أصبحت أرسينوي الثانية الحاكم المشارك لمصر البطلمية، كما تم ضمها إلى قائمة الآلهة المصرية بعد وفاتها.
وفي عام (274 ق.م) بدا أن أنطيوخوس الأول كانت يعد لخطة كبرى لغزو مصر، وقتئذ قام بتزويج ابنته من الأخ غير الشقيق لبطليموس ماغاس، حاكم قورينائية (في ليبيا حاليا). وسرعان ما أعلن ماغاس استقلاله عن الدولة البطلمية في مصر، وفي عام (274ق.م) شن غزواً على الدولة البطلمية في مصر واقترب من الوصول إلى الإسكندرية، كما ساعده تمرد مرتزقة بطليموس الغاليين، وردت أريسنوي حينئذ بدعم الغزو الليبي لقورينائية، الذي أجبر ماغاس على العودة غربا لتأمين قاعدته، وحوصر مرتزقة بطليموس الثاني الغاليين على جزيرة وتم إخماد تمردهم.
كان المفتاح الحقيقي لنصر البطالمة هو أسطولهم البحري حيث تم في عام (274 ق.م) إرسال هذا الأسطول لمهاجمة سواحل آسيا الصغرى، ما شكل تهديدا مباشرا على مباشراُ على أنطيوخوس الأول في معقله الصقلي. وانتهت آمال أنطيوخوس الأول في الحصول على مساعدة من مقدونيا عندما قام كل من بطليموس الثاني وأرسينوي الثانية بتمويل حملة لغزو مقدونيا بقيادة بيروس الإبيري.
حقق غزو البطالمة لآسيا الصغرى نجاحا كبيرا. كما استولى كاليكراتيس على جزء كبير من السواحل، ما اضطر أنطيوخوس الأول للاعتراف بالهزيمة. كما سيطر البطالمة أيضا على غربي قيليقية وسلسلة من المواقع التي شملت جنوب ليقيا، كاونوس، هاليكارناسوس، مندوس و كنيدوس. كما أن البطالمة كانو قد أنهو الحرب بعد سيطرتهم على ميليتوس، وفي سوريا سيطروا على كل من فينيقيا ووادي مارسياس.

## نهاية الحرب
في أعقاب الحرب، بدأت أرسينوي الثانية التخطيط للهجوم على مقدونيا، حيث كان ابنها بطليموس مسيطرا بشكل جيد على العرش. توفيت أرسينوي الثانية (عام 270 ق.م) قبل أن تدخل خطتها حيز التنفيذ. وانتهت حرب الكرومنادين بانتصار أنتيغونوس، وقيام تحالف بين أنطيوخوس وأنتيغونوس ضد بطليموس الثاني.